# Улица Днепровой Чайки (Киев)
Улица Клары Цеткин (укр. Вулиця Клари Цеткін) — улица в Оболонском районе города Киева. Пролегает от улицы Днепроводская до тупика, исторически сложившаяся местность посёлок ДВС.
Нет примыкающих улиц.

## История
Проезд «Г» возник в 1950-е годы наряду с другими проездами посёлка ДВС.  
15 июля 1958 года проезд был преобразован в улицу под названием современным названием — в честь в честь одного из основателей Коммунистической партии Германии Клары Цеткин, согласно Постановлению бюро Киевского городского комитета Компартии Украины и исполнительного комитета Киевского городского совета депутатов трудящихся № 1249 «Про наименование и переименование улиц города Киева» («Про найменування та перейменування вулиць міста Києва»). 
В справочнике «Улицы Киева» (1995 год) улица была приведена в списке улиц, исчезнувших в период конец 1970-1990-е годы в связи со сносом старой застройки, перепланированием местности или исключением названия из употребления. Невзирая на это, улица присутствует в справочнике «Улицы города Киева» (2015 год).

## Застройка
Улица пролегает в северном направлении параллельно улицам Академика Оппокова и 8 Марта.
Парная и непарная стороны улицы не застроены и представляет из себя лесную дорогу.
Учреждения:
1. дом № 3 — гаражный кооператив «Юпитер»